# فيك رايت
فيك رايت (بالإنجليزية: Vic Wright)‏ (24 يناير 1909 بوالسال في المملكة المتحدة - 1964) هو لاعب كرة قدم بريطاني (وحمل سابقاً جنسية المملكة المتحدة لبريطانيا العظمى وأيرلندا) في مركز مهاجم داخلي. لعب مع نادي ليفربول.

## وصلات خارجية
- فيك رايت على موقع قاعدة بيانات كرة القدم.إي يو (الإنجليزية)